# Amir Karaoui
Amir Karaoui  (* 3. August 1987 in Amnéville) ist ein französisch-algerischer Fußballspieler.

## Karriere

### Verein
Amir Karaoui begann seine Karriere in den unteren französischen Amateurligen. Im Dezember 2007 wechselte er nach Algerien, wo er zunächst in der U-21-Mannschaft des damaligen Zweitligisten MC El Eulma spielte. Nach nur einem halben Jahr schaffte er den Sprung in die Profimannschaft, welche gerade den Aufstieg in die erste Liga feiern konnte und absolvierte seine ersten Spiele in der ersten algerischen Liga. Zur Saison 2011/12 wechselte er zum algerischen Spitzenklub ES Sétif, wo er bis zum Sommer 2014 aktiv war und die CAF Champions League gewann.
Anfang Juli 2014 absolvierte er auf Wunsch des Trainers Claude Makélélé ein mehrtägiges Probetraining beim französischen Erstligisten SC Bastia, welches allerdings nicht in einer Verpflichtung mündete. Karaoui schloss sich kurz darauf dem algerischen Hauptstadtklub MC Algier an, wo er 2016 den nationalen Pokal gewann. 2018 kehrte er schließlich zu ES Sétif zurück, wo er die folgenden vier Jahre verbrachte. Dann folgten sechs Monate beim Ligarivalen HB Chelghoum Laïd und das komplette Jahr 2023 verbrachte er beim Al-Washm Club in Saudi-Arabien. Dann schloss er sich dem französischen Amateurverein ES Gandrange an und seit dem Sommer 2024 steht er beim luxemburgischen Zweitligisten FC Schifflingen 95 unter Vertrag.

### Nationalmannschaft
Sein einziges Länderspiel für die algerische A-Nationalmannschaft bestritt Karaoui am 10. September 2013, als er in der 63. Minute des WM-Qualifikationsspiels gegen Mali eingewechselt wurde. Er gehörte am 12. Mai 2014 zu den acht Spielern aus der algerischen Liga, die von Nationaltrainer Vahid Halilhodžić in den vorläufigen Kader der Fußball-Weltmeisterschaft 2014 berufen wurden. Jedoch wurde er nicht für den endgültigen Kader berücksichtigt.

## Erfolge
- Algerischer Meister: 2012, 2013
- Algerischer Pokalsieger: 2012, 2016
- Algerischer Superpokalsieger: 2014
- CAF-Champions-League-Sieger: 2014